# Капела брвнара у Сепцима
Капела брвнара у Сепцима, месту у општини Рача, подигнута је највероватније око 1830. године и представља непокретно културно добро као споменик културе.

## Историја
Црква брвнара у Сепцима је посвећена Светој Преподобномученици Параскеви, а њен настанак је везан за село Сепце када је настао од два села – Сепце и Петровац, иако постоји веровање и прича да је постојала и крајем 18. или почетком 19. века.
За изградњу цркве најзаслужнији Милоје Јерковић, који је даривао свој вајат и тако за светињу обезбедио најлепше место. Његов отац Ерко се први доселио у Сепце, 1750. године, а његов син Иван био је свештеник. Поред саме цркве постоји необично леп храст (запис) који је посадио Лазар Милановић, 1892. године. Распон грана износи читавих 36 метара, а обим стабла је четири метра. Служи за пример какве су биле некадашње храстове шуме које су покривале већи део Шумадије. И наравно, да црква у његовој хладовини прима вернике.
Црква је служила за венчања, крштења и сечење славских колача. Зна се да је последње венчање обављено 1895. године, када су се венчали Владимир Рашић и Перуника Лазаревић. Изградњом храмова у оближњим селима Клека и Наталинци, на Сепачкој цркви су затворена врата за вернике негде 1910. године.

## Занимљивости и веровање
Народ је сумњао да су се њихови преци огрешили о светицу и одлучио је да свој храм обнови и реконструише 2002. године. Када су, после скоро сто година, врата храма поново отворена, пронађени су крст и кандило из времена када је црква саграђена. Мештани верују да су пронађене реликвије доказ да је црква постављена на правом месту и да их је Преподобномученица Параскева чекала да јој се врате.